# بيلي غراهام (مصارع محترف)
بيلي غراهام (بالإنجليزية: Superstar Billy Graham)‏ ولد عام (7 يونيو، 1943  م)، هو مصارع محترف أمريكي، ولد في براديس فالي، مركز لعبه هو لاعب خط الدفاع ‏.

## وصلات خارجية
- بيلي غراهام على موقع IMDb (الإنجليزية)
- بيلي غراهام على موقع قاعدة بيانات الفيلم (الإنجليزية)
- بيلي غراهام على موقع بوكس ريك (الإنجليزية) (registration required)
- بيلي غراهام على موقع JustSportsStats.com (الإنجليزية)
- بيلي غراهام على موقع دبليو دبليو إي (الإنجليزية)
- بيلي غراهام على موقع WrestlingData.com (الإنجليزية)
- بيلي غراهام على موقع CageMatch worker (الإنجليزية)
- بيلي غراهام على موقع قاعدة بيانات المصارعة على الإنترنت (الإنجليزية)
- بيلي غراهام على موقع عالم المصارعة على الإنترنت (الإنجليزية)
- بيلي غراهام في قاعدة بيانات الأفلام على الإنترنت